# Botanisk navn
Det botaniske navn (eller som det ofte kaldes: "det latinske navn") er det videnskabelige artsnavn for en plante og er en del af den botaniske nomenklatur. Det botaniske navn skrives i en latiniseret form og er derfor internationalt forståeligt. Gartnerlatin er den populære, men også lidt nedsættende betegnelse for gartneres og andre faggruppers brug af latin. Udtrykket kan sidestilles med ”lægelatin” og ”apotekerlatin”.
Det videnskabelige navn er eksklusivt for den art, som har fået det tillagt.

## Navneskift
Hvis man ved navngivningen skulle have overset, at planten allerede er navngivet, vil den derfor bære navnet, indtil man bliver klar over, at der findes en ældre, gyldig betegnelse. Det er det ældste navn, der har førsteprioritet. Det er én af grundene til, at planter kan skifte videnskabeligt navn.
En anden grund er, at navneændringer kan opstå efter undersøgelser af planters DNA. Her kan oversete slægtsskabsforhold afsløres, eller man kan blive klar over, at to arter aldeles ikke er nært beslægtede. I så fald må den ene eller de begge have nyt navn.

## Det binominelle system
Carl von Linné var den første, der konsekvent benyttede denne nomenklatur, der har gjort det muligt dels at benævne de levende og uddøde væsner på en ensartet måde og dels at placere dem slægtsskabsmæssigt i forhold til hinanden. I det store og hele har Linnés oprindelige navngivning tilmed vist sig at være holdbar. Hans såkaldt binominelle system (= systemet med dobbeltnavne) er fortsat anvendeligt og også frugtbart, når nye arter skal navngives. 
I dette system består navnet af et slægtssnavn og en artstilføjelse. Som eksempel kan man nævne arten Malus sargentii (Sargents Æble). Her er ordet Malus betegnelsen på den slægt, arten tilhører (her altså: slægten Malus (Æble), og ordet sargentii er artstilføjelsen (som her er en latinisering af personnavnet Sargent). Læg mærke til, at det første navn, slægtsnavnet, altid er med stort begyndelsesbogstav, mens det andet ord altid er med lille.

## Principper
- Slægt (genus) og art (species) anføres altid i artsnavnet, f.eks. Pinus mugo (Almindelig Bjergfyr). Højere taxa anføres aldrig i artsbetegnelsen. Lavere taxa, f.eks. underart, kan anføres, f.eks. Pinus mugo ssp. uncinata (Fransk Bjergfyr)
- Slægtsnavnet skrives altid med stort, lavere taxa altid med lille. Slægts- og artsbetegnelserne anføres sædvanligvis i kursiv
- Den første botaniker, der beskriver en ny art, bestemmer artens navn. Hvis to (eller flere) botanikere beskriver samme art uafhængigt af hinanden, er det den, der først beskrev arten, der bestemmer navnet. Når to arter efter nyere forskning viser sig at være samme art, får arten det ældste af de to navne. Man kan derfor opleve at et navn ændrer sig til et andet.
- Det botaniske navn gør, at man nemt kan søge oplysninger om en plante på et andet sprog. Kender man plantens videnskabelige navn, har det gyldighed inden for alle sprogområder.

## Oprindelse
Mange videnskabelige navne stammer ikke fra latin, men er hentet fra en lang række sprog. Her kan nævnes nogle eksempler:
- Aloë vera (Læge-Aloë)
- Araucaria araucana (Abetræ)
- Litchi sinensis (Litchi)
- Sequoia sempervirens (Rødtræ)

### Geografiske betegnelser i de botaniske navne
- Achaea = Sydgrækenland
- Aegyptus = Ægypten
- Africa = Tunesien
- Albania = Georgien
- Albion = England
- Anatolia = Lilleasien
- Arabia = Sinai-halvøen og Arabien
- Armenia = Armenien
- Armorica = Bretagne
- Asia = Anatolien (Vestlige Lilleasien)
- Baetica = Andalusien
- Belgica = Belgien & Holland
- Bithynia = Nordvestlige Tyrkiet
- Bohemia = Tjekkiet
- Borussia = Preussen
- Britannia = Britannien
- Caledonia = Skotland
- Cambria = Wales
- Cathay = Kina
- Cilicia = Kilikien (Sydøstlige Tyrkiet)
- Cornubia = Cornwall
- Creta = Kreta
- Cyprus = Cypern
- Cyrenaica = Østlige Libyen
- Dacia = Rumænien & Moldova
- Dalmatia = Sydlige Kroatien og Syd- og Vestbosnien
- Dania = Danmark
- Finnia = Finland
- Galatia = Centrale Tyrkiet
- Gallaecia = Galicien
- Gallia = Frankrig
- Germania = Tyskland
- Graecia = Grækenland
- Helvetia = Schweiz
- Hibernia = Irland
- Hispania = Spanien (eller den  Iberiske halvø i det hele taget)
- Hungaria = Ungarn
- Illyricum = Illyrien (i dag: Kroatien, Sydbosnien, Sydvestlige Serbien, Montenegro og nordvestlige Albanien)
- India = Indien
- Islandia = Island
- Italia = Italien
- Iudaea = Israel og Palæstina
- Lappia = Lapland
- Lechia = Polen
- Libya Libyen (Vestægypten og Østlibyen)
- Lituania = Litauen
- Livonia Livland (Centralbaltikum)
- Lusitania =  Portugal
- Macedonia = Makedonien
- Mauretania = Mauretanien (her også: Nordmarokko og Nordvestalgeriet)
- Moesia = Bulgarien og Serbien
- Noricum = Nordslovenien og Sydøstrig
- Norvegia = Norge
- Numidia = Nordøstlige Algeriet og Tunesien
- Palaestina = Palæstina og Israel
- Pannonia = Ungarn  (og også: Nordkroatien og Nordøstslovenien)
- Persia = Iran
- Phoenicia = Libanon
- Polonia = Polen
- Pontus = Nordøstlige Tyrkiet (kystområdet ved Sortehavet)
- Raetia = Nordschweiz
- Ruthenia = Rutenien (Hviderusland, Vestrusland og Vestukraine)
- Sarmatia = Sydbalkan
- Scandinavia = Skandinavien
- Scotia = Skotland
- Scythia = Skytien (her: Ukraine og Kasakhstan)
- Suecia = Sverige
- Syria = Syrien
- Tarraconensis = Katalonien
- Tartaria = (Krim, Ukraine og Sydrusland)
- Terra Australis = Australien
- Thracia = Thrakien (her: Bulgarien, Nordmakedonien, Nordgrækenland & Europæisk Tyrkiet
- Tingitania = Marokko
- Tripolitana = Libyen